# Roy Rea
Robert "Roy" Rea (Belfast, 28 de novembro de 1934 - Toronto, 5 de abril de 2005) foi um futebolista norte-irlandês que atuava como goleiro.

## Carreira
Rea competiu na Copa do Mundo FIFA de 1958, sediada na Suécia, na qual a sua seleção terminou na sétima colocação dentre os 16 participantes.